# Federación Internacional de Farmacéuticos
La Federación Internacional de Farmacéuticos (FIP) es la federación mundial de asociaciones nacionales de farmacéuticos y farmacólogos. Esta organización no gubernamental tiene relaciones oficiales con la Organización Mundial de la Salud (OMS). A través de sus 137 organizaciones miembros, FIP representa y sirve a casi tres millones de farmacéuticos y científicos farmacéuticos en todo el mundo. Fue fundada en 1912 y tiene su sede en La Haya, Países Bajos.
Su misión es "mejorar la salud mundial mediante el avance de la práctica farmacéutica y la ciencia para mejorar el descubrimiento, el desarrollo, la accesibilidad y el uso racional de la información apropiada, de calidad y con una favorable relación costo-eficacia.
Dominique Jordán es el presidente por el período 2018-2022.

## Declaraciones
Buenas Prácticas de educación Farmacéutica